# Baryscapus agrilorum
Baryscapus agrilorum är en stekelart som först beskrevs av Julius Theodor Christian Ratzeburg 1844.  Baryscapus agrilorum ingår i släktet Baryscapus och familjen finglanssteklar. Inga underarter finns listade.